# Zulmir Bečević
Zulmir Bečević, född 31 januari 1982 i Orašje, Jugoslavien, är en svenskbosnisk författare. År 1992 flydde Bečević till Sverige, en upplevelse som låg till grund för den delvis självbiografiska debutromanen Resan som började med ett slut.Zulmir tog magisterexamen i statsvetenskap år 2006.

## Biografi
Bečević romandebuterade 2006 med Resan som började med ett slut, av kritikerkåren förklarad som en av de bästa ungdomsromanerna på flera år[källa behövs]. Boken blev nominerad till priset Slangbellan för 2006 års bästa skönlitterära ungdomsboksdebut.
Tidigare har Bečević studerat statsvetenskap samt freds- och konfliktforskning. 2006 tog han magisterexamen i just statsvetenskap.
Hans andra roman, Svenhammeds journaler, gavs ut 2009 och blev samma år nominerad till Augustpriset i barn- och ungdomskategorin. Boken har översatts till danska och norska samt dramatiserats på Folkteatern Gävleborg. 2014 utkom ungdomsromanen Avblattefieringsprocessen som även den hyllades i pressen och utnämndes till en av årets viktigaste böcker.
Vid sidan av författarskapet är Bečević också filosofie doktor i Tema Barn och arbetar som lektor och forskare vid Institutionen för socialt arbete, vid Göteborgs Universitet.

## Priser och utmärkelser
- Resestipendium för unga författare, Sveriges Författarförbund, 2006
- Stipendium ur Sveriges författarfond, 2007
- Klas de Vylder-stipendiet[1], 2008
- Falkenbergs kommuns kulturpris, 2012[7]
- Hallands Nyheters kulturpris, 2014[8]

Zulmir Bečević har även nominerats till Slangbellan (2006), Augustpriset (2009) och Sveriges Radios Novellpris (för Du och jag mot världen, 2010).

### Fotnoter
1. 1 2  ”Stipendiater - Zulmir Becevic”. de Vylderfonden. Arkiverad från originalet den 4 mars 2016. https://web.archive.org/web/20160304103818/http://www.devylderfonden.se/htmls/Zulmir.html. Läst 6 december 2014.
2. ↑  ”Arkiverade kopian”. Arkiverad från originalet den 11 augusti 2013. https://web.archive.org/web/20130811175927/http://www.becevic.se/index.html. Läst 30 april 2016.
3. ↑  Erlandsson, Martin. ”Zulmirs bok extra aktuell”. Hallands Nyheter. Arkiverad från originalet den 7 december 2014. https://archive.is/20141207010320/http://hn.se/nojekultur/1.3625862-zulmirs-bok-extra-aktuell. Läst 7 december 2014.
4. ↑  http://www.gavlefolkteater.se/
5. ↑  ”Böcker | Zulmir Bečević”. www.becevic.se. Arkiverad från originalet den 16 september 2016. https://web.archive.org/web/20160916125202/http://www.becevic.se/bocker/. Läst 16 oktober 2016.
6. ↑  http://www.gu.se/omuniversitetet/personal/?userId=xbeczu&departmentId=022470
7. ↑  ”Sökresultat "Zulmir" - Falkenbergs kommun”. Falkenbergs kommun. Arkiverad från originalet den 9 december 2014. https://web.archive.org/web/20141209224615/http://www.falkenberg.se/1/om-webbplatsen/sok.html?ATERM0=Zulmir&ARANGE=1%3A10. Läst 7 december 2014. (pdf)
8. ↑  ”De får Hallands Nyheters kulturpris”. Hallands Nyheter. Arkiverad från originalet den 6 december 2014. https://archive.is/20141206233152/http://hn.se/nojekultur/1.3625882-de-far-hallands-nyheters-kulturpris. Läst 6 december 2014.